# Le vie della città (film 1948)
Le vie della città (I Walk Alone) è un film del 1948, diretto dal regista Byron Haskin, con Burt Lancaster e Kirk Douglas.

## Trama
Durante gli anni del Proibizionismo Frankie Madison e Noll "Dink" Turner sono soci nel contrabbando di alcolici. Durante una sparatoria con altri gangster arriva la polizia e i due decidono di separarsi, con l'intesa che chi dei due fosse finito in galera avrebbe affidato all'altro la propria parte di patrimonio, in attesa del rilascio. Frankie è arrestato e condannato.
Dopo quasi quindici anni Frankie esce di galera, per scoprire che Noll ha continuato l'attività, aprendo un fortunato night-club. Quando Frankie gli chiede di condividere gli incassi, secondo i patti, Noll gli risponde che quei soldi erano serviti per un'altra attività, poi fallita e che quindi tra loro non c'erano più conti in sospeso. Furioso, Frankie cerca di ottenere giustizia, ma Noll ha costruito un complesso edificio legale che lo mette al riparo da ogni recriminazione.
Messo fuori gioco l'ex socio, Noll dice alla sua fidanzata Kay, cantante nel locale, di volerla lasciare: sposerà la socialite Alexis Richardson. Kay, a questo punto, si allea con Frankie: entrambi vogliono vendicarsi del subdolo Noll. Dopo una lotta convulsa, Frankie costringe Noll a firmare una piena confessione.

## Curiosità
Le vie della città è il primo dei sei film (cinque pellicole e un film-tv) girati in coppia da Douglas e Lancaster, amici anche nella vita.